# Giovanni Linscheer
Giovanni Rodolfo Linscheer (Suriname, 18 november 1972 – Boca Raton (Florida), 19 maart 2000) was een Surinaams zwemmer die twee keer heeft deelgenomen aan de Olympische Spelen.

## Biografie
De eerste keer was bij de Olympische Zomerspelen van 1992 in Barcelona (Spanje) waar ook zijn jongere broer Enrico debuteerde. Hij kwam uit in twee disciplines:
- 100 m vrije slag; 51,82 s (37e plaats)
- 100 m vlinderslag; 56,20 s (37e plaats)

In beide gevallen waren zijn prestaties in de eerste ronde niet goed genoeg om door te kunnen naar de volgende ronde. Bij de 100 m vrije slag deed hij het iets beter dan zijn broer Enrico die 52,94 s nodig had. Bij de 100 m vlinderslag behaalde zijn landgenoot Anthony Nesty een bronzen medaille.
Vier jaar later nam hij net als zijn broer deel aan de Olympische Zomerspelen van 1996 in Atlanta (Verenigde Staten) waar hij uitkwam in dezelfde disciplines:
- 100 m vrije slag; 51,82 s (41e plaats)
- 100 m vlinderslag; 56,09 s (40e plaats)

Ook dit keer waren zijn prestaties niet goed genoeg om door te kunnen naar de volgende ronde.
Linscheer werd in 1980 op 7-jarige leeftijd geselecteerd voor de Open Trinidad and Tobago Swimming Championships. Hij vestigde later nog diverse jeugdrecords en vertrok in september 1988 naar de Verenigde Staten. Hier volgde hij The Bolles School in Jacksonville en in 1994 haalde hij een diploma als civiel ingenieur aan de University of Florida. Linscheer overleed in 2000 op 27-jarige leeftijd, toen hij omkwam bij een auto-ongeluk. Sindsdien is er in Suriname een jaarlijkse Giovanni Linscheer Memorial Swim Meet waarbij in meerdere jeugdcategorieën voor prijzen gezwommen wordt om zwemmen bij de jeugd te stimuleren.
De University of Florida stelde ter ere van hem in 2019 het Giovanni Linscheer Scholarship Fund in.